# Cantón de Fresne-Saint-Mamès
El cantón de Fresne-Saint-Mamès era una división administrativa francesa, que estaba situada en el departamento de Alto Saona y la región de Franco Condado.

## Composición
El cantón estaba formado por quince comunas:
- Beaujeu-Saint-Vallier-Pierrejux-et-Quitteur
- Fresne-Saint-Mamès
- Fretigney-et-Velloreille
- Greucourt
- La Vernotte
- Le Pont-de-Planches
- Les Bâties
- Mercey-sur-Saône
- Motey-sur-Saône
- Saint-Gand
- Sainte-Reine
- Seveux
- Soing-Cubry-Charentenay
- Vellexon-Queutrey-et-Vaudey
- Vezet

## Supresión del cantón de Fresne-Saint-Mamès
En aplicación del Decreto n.º 2014-164 de 17 de febrero de 2014, el cantón de Fresne-Saint-Mamès fue suprimido el 22 de marzo de 2015 y sus 15 comunas pasaron a formar parte del nuevo cantón de Scey-sur-Saône-et-Saint-Albin.